# Palacio Benrath
El palacio Benrath (en alemán: Schloss Benrath) es un edificio de estilo rococó ubicado en la ciudad alemana de Düsseldorf. Es obra del arquitecto francés Nicolas de Pigage para servir de palacio de caza y recreo al príncipe elector Carlos Teodoro del Palatinado y Baviera y su esposa Isabel Augusta de Sulzbach.